# Claudette Colbert
Claudette Colbert (właśc. Émilie Claudette Chauchoin; ur. 13 września 1903 w Saint-Mandé, zm. 30 lipca 1996 w Speightstown) – amerykańska aktorka filmowa, teatralna i telewizyjna, laureatka Oscara za pierwszoplanową rolę w filmie Ich noce (1934).
W 1999 American Film Institute (AFI) umieścił jej nazwisko na 12. miejscu w rankingu „największych aktorek wszech czasów” (The 50 Greatest American Screen Legends).

## Życiorys
W 1910 roku jej rodzina przeniosła się do Nowego Jorku. Od 1923 do 1929 występowała na Broadwayu, na ekranie pojawiała się od 1927. Pierwsze jej role były różnorodne, od romantycznych do demonicznych. Status gwiazdy zyskała w 1934 po świetnym filmie Kleopatra oraz filmie Ich noce, gdzie wcieliła się w postać zbuntowanej panienki z dobrego domu, która u boku Clarka Gable’a przechodzi szkołę życia. Ta rola przyniosła jej Oscara i określiła główny typ ról w błyskotliwych komediach. Nominację do Oscara otrzymała za film Prywatne światy (Private Worlds), ten film umocnił jej pozycję gwiazdy podobnie jak film Od kiedy cię nie ma (Since You Went Away). Kolejne lata nie przyniosły jej jednak większych sukcesów, widoczna na ekranie była jeszcze na początku lat 40.
Po 1961 roku wycofała się z kina, lecz nadal występowała w teatrze i filmach telewizyjnych. Za rolę w serialu Dwie panie Grenville (Two Mrs. Grenvilles) otrzymała Złoty Glob.
Była dwukrotnie zamężna, z reżyserem i aktorem Normanem Fosterem i lekarzem Joelem Pressmanem. Nie miała dzieci.
Colbert zmarła po serii wylewów w swoim domu na Barbadosie. Została pochowana na tamtejszym cmentarzu. Obok swoich rodziców i drugiego męża. Po śmierci jej majątek wyceniono na 3,5 mln $. W testamencie podzieliła go równo między swoją ostatnią żyjącą krewną – siostrzenicę Coco Lewis i gosposię Marie Corbin.

## Filmografia
Filmy fabularne

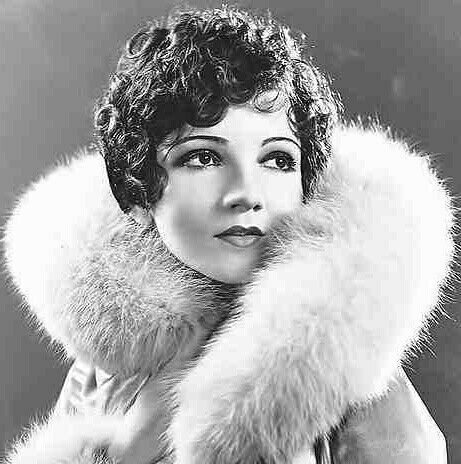
Claudette Colbert (1920)

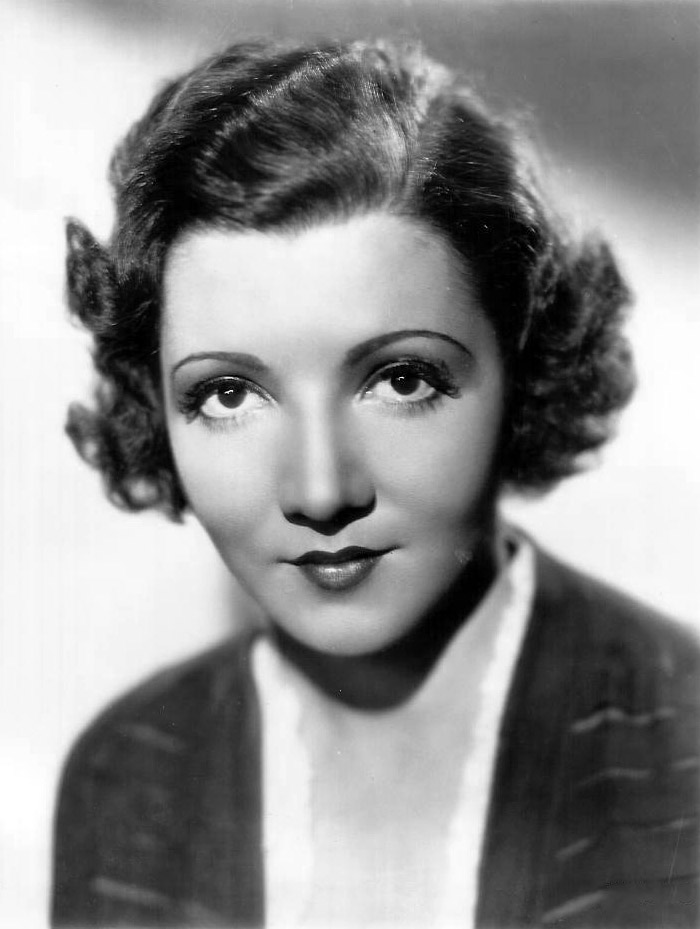
Claudette Colbert (1932)

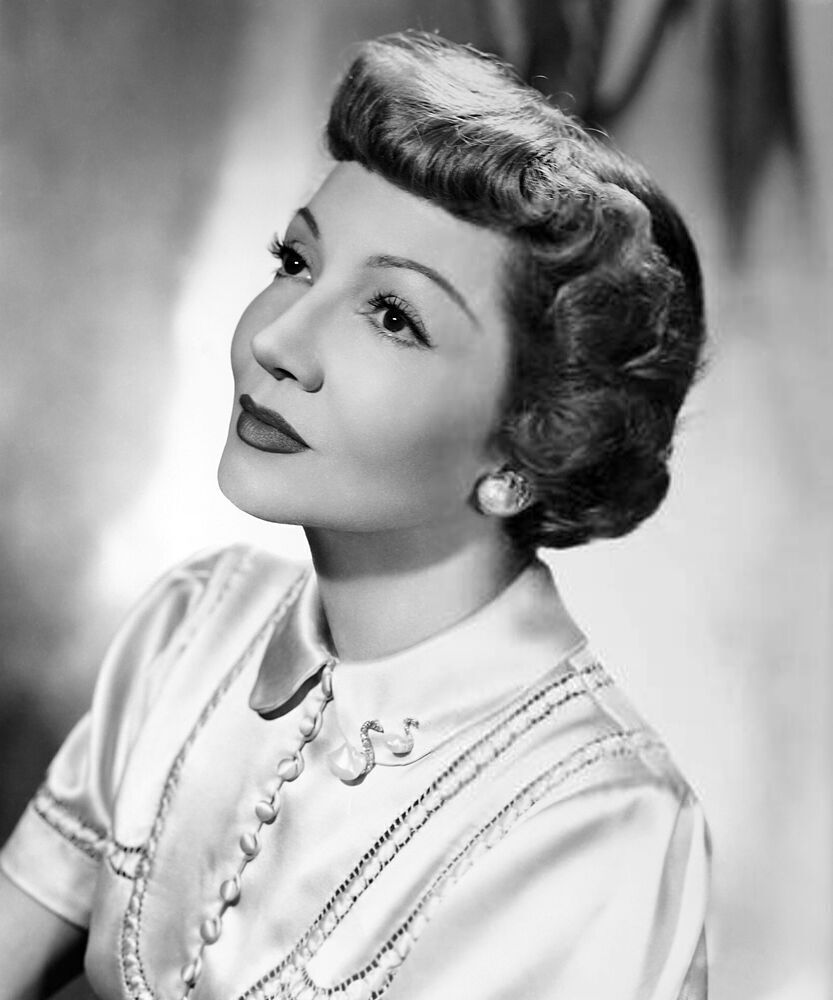
Claudette Colbert (1950)

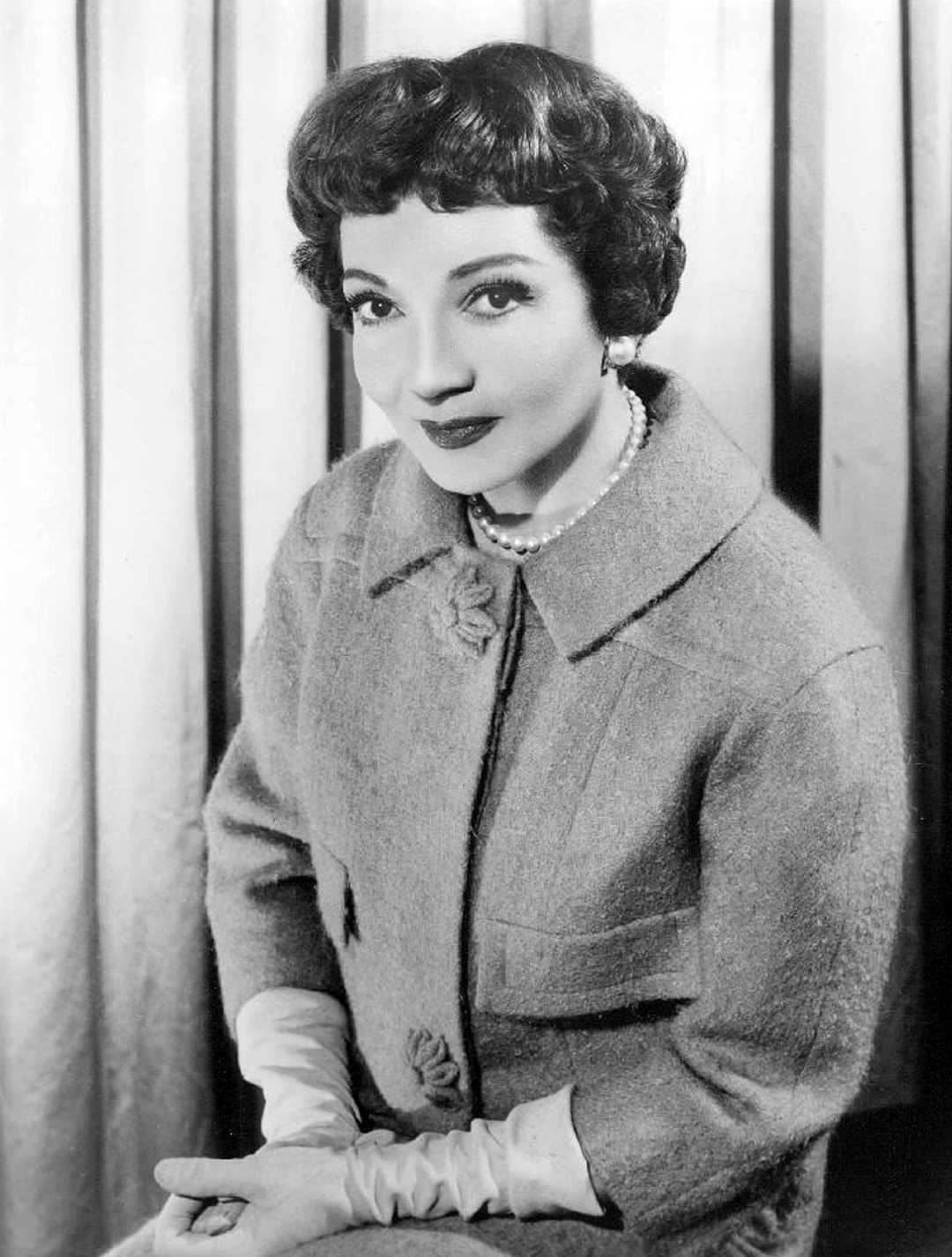
Claudette Colbert (1959)

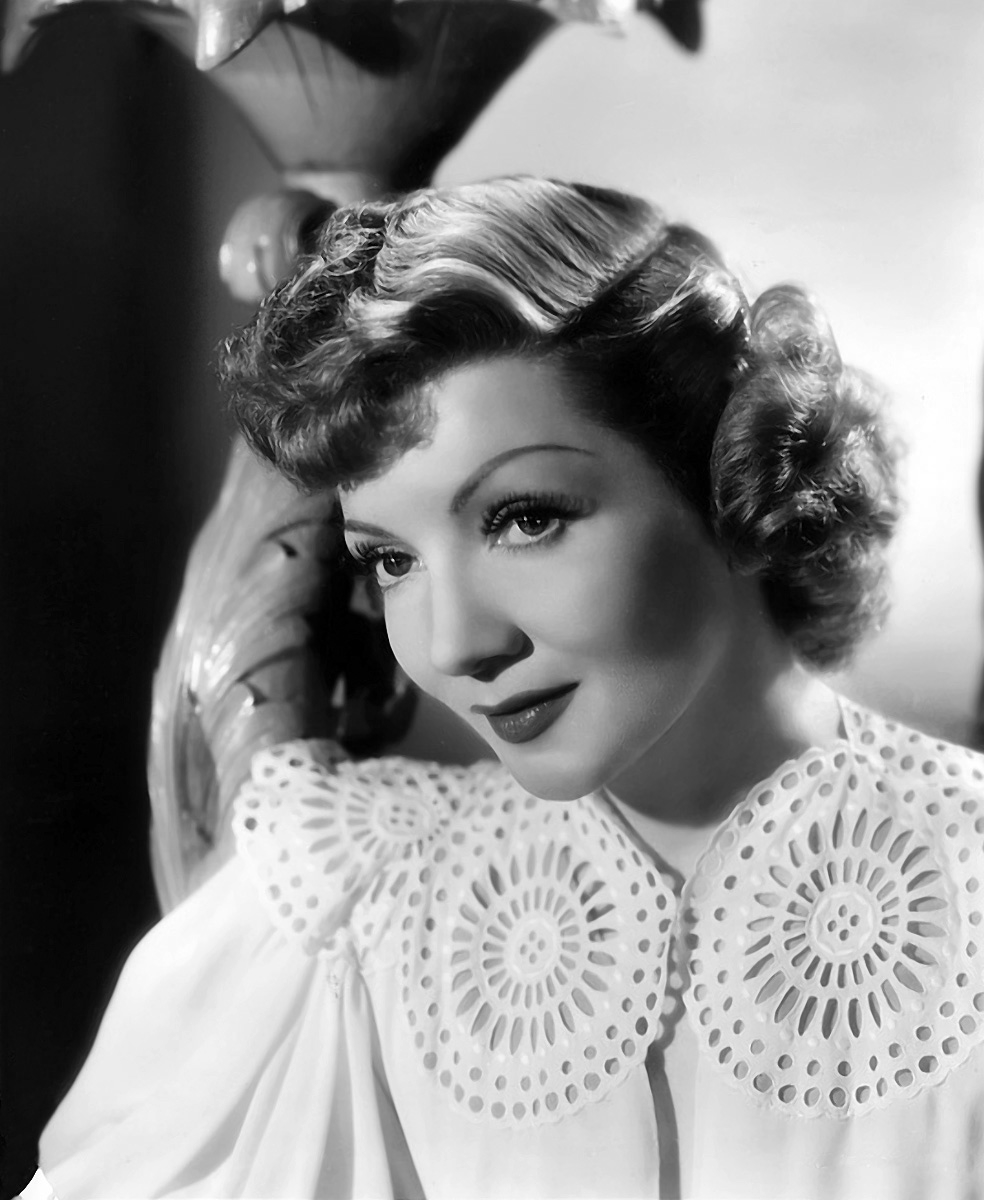
Claudette Colbert na fotosie studia

- 1987: Dwie panie Grenville (The Two Mrs. Grenvilles) jako Alice Grenvil
- 1961: Parrish jako Ellen McLean
- 1959: The Bells of St. Mary’s jako siostra Benedict
- 1956: Blithe Spirit jako Ruth Condomine
- 1955: Texas Lady jako Prudence Webb
- 1954: Gdyby Wersal mógł mi odpowiedzieć (Si Versailles m’était conté) jako madame de Montespan
- 1954: Elżbieta, Joanna, Lizystrata (Destinées) jako Elizabeth Whitefield
- 1952: The Planter’s Wife jako Liz Frazer
- 1951: Pobierzmy się (Let’s Make It Legal) jako Miriam Denham
- 1951: Thunder on the Hill jako siostra Mary
- 1950: Długa droga do domu (Three Came Home) jako Agnes Keith
- 1950: The Secret Fury jako Ellen R. Ewing
- 1949: Family Honeymoon jako Katie Armstrong Jordan
- 1949: Narzeczona na sprzedaż (Bride for Sale) jako Nora Shelley
- 1948: Śpij kochanie (Sleep, My Love) jako Alison Courtland
- 1947: Jajko i ja (The Egg and I) jako Betty MacDonald
- 1946: Na zawsze (Tomorrow Is Forever) jako Elizabeth Hamilton
- 1946: Without Reservations jako Christopher „Kit” Madden
- 1946: Tajemnicze serce (The Secret Heart) jako Leola ‘Lee’ Addams
- 1945: Guest Wife jako Mary Price
- 1944: Od kiedy cię nie ma (Since You Went Away) jako Anne Hilton
- 1944: Practically Yours jako Peggy Martin
- 1943: Bohaterki Pacyfiku (So Proudly We Hail!) jako porucznik Janet Davidson
- 1943: Nie czas na miłość (No Time for Love) jako Katherine Grant
- 1942: Opowieść o Palm Beach (The Palm Beach Story) jako Geraldine ‘Gerry’ Jeffers
- 1941: Zapamiętaj ten dzień (Remember the Day) jako Nora Trinell
- 1941: Skylark jako Lydia Kenyon
- 1940: Gorączka nafty (Boom Town) jako Elizabeth ‘Betsy’ Bartlett McMasters
- 1940: Ukaż się, moja ukochana (Arise, My Love) jako Augusta Nash
- 1939: Północ (Midnight) jako Eve Peabody
- 1939: It’s a Wonderful World jako Edwina Corday
- 1939: Bębny nad Mohawkiem (Drums Along the Mohawk) jako Lana Borst Martin
- 1939: Ten cudowny świat
- 1939: Zaza jako Zaza
- 1938: Ósma żona Sinobrodego (Bluebeard’s Eighth Wife) jako Nicole de Loiselle
- 1937: Tovarich jako Wielka Księżna Tatiana Petrovna
- 1937: I Met Him in Paris jako Kay Denham
- 1937: Czarownica z Salem (Maid of Salem) jako Barbara Clarke
- 1936: Pod dwiema flagami (Under Two Flags) jako Cigarette
- 1935: Prywatne światy (Private Worlds) jako dr Jane Everest
- 1935: Narzeczona przybywa do domu (The Bride Comes Home) jako Jeannette Desmereau
- 1935: The Gilded Lily jako Marilyn David
- 1935: Sześć lat miłości (She Married Her Boss) jako Julia Scott
- 1934: Imitacja życia (Imitation of Life) jako Beatrice ‘Bea’ Pullman
- 1934: W niewoli dżungli (Four Frightened People) jako Judy Jones
- 1934: Kleopatra (Cleopatra) jako Kleopatra
- 1934: Ich noce (It Happened One Night) jako Ellie Andrews
- 1933: Łabędzi śpiewak (Torch Singer) jako Sally Trent/Mimi Benton
- 1933: I Cover the Waterfront, jako Julie Kirk
- 1933: Królewski kochanek (Tonight Is Ours) jako księżniczka Nadya
- 1933: Three-Cornered Moon jako Elizabeth Rimplegar
- 1932: Misleading Lady jako Helen Steele
- 1932: The Wiser Sex jako Margaret Hughes
- 1932: The Man from Yesterday jako Sylvia Suffolk
- 1932: The Phantom President jako Felicia Hammond
- 1932: Pod znakiem Krzyża (The Sign of the Cross) jako Poppaea
- 1931: Uśmiechnięty porucznik (The Smiling Lieutenant) jako Franzi
- 1931: Honor Among Lovers jako Julia Traynor
- 1931: Jego kobieta (His Woman) jako Sally Clark
- 1931: Secrets of a Secretary jako Helen Blake
- 1930: La Grande mare jako Barbara Billings
- 1930: Young Man of Manhattan jako Ann Vaughn
- 1930: L’Énigmatique Monsieur Parkes jako Lucy Stavrin
- 1930: The Big Pond jako Barbara Billings
- 1930: Manslaughter jako Lydia Thorne
- 1929: The Hole in the Wall jako Jean Oliver
- 1929: The Lady Lies jako Joyce Roamer
- 1927: For the Love of Mike jako Mary

Seriale telewizyjne
- 1959: Frontier Justice jako Lucy Horncuff
- 1958: Colgate Theatre
- 1958: Suspicion jako pani Edith Miller
- 1957−1960: Zane Grey Theater jako Beth Brayden
- 1957: Telephone Time jako Mary Roberts Rinehart
- 1957: Playhouse 90 jako Betsy Gregg
- 1956: Robert Montgomery Presents
- 1956: Ford Star Jubilee jako Ruth Condomine
- 1955: Letter to Loretta jako Gość specjalny
- 1955: The Ford Television Theatre jako Lorna Gilbert / Elizabeth Hopkins
- 1954-1958: General Electric Theater jako Edith Miller
- 1954−1955: Climax! jako siostra Cecilia / Dr Jane Everest
- 1954−1955: The Best of Broadway jako Julie Cavendish / Aktorka

## Nagrody i nominacje
Nagrody
- 1990 – Nagroda specjalna za osiągnięcia życia na MFF San Sebastián
- 1988 – Złoty Glob dla najlepszej aktorki drugoplanowej w serialu, miniserialu lub filmie telewizyjnym za film Dwie panie Grenville
- 1935 – Oscar dla najlepszej aktorki pierwszoplanowej za film Ich noce

Nominacje
- 1987 – Emmy dla najlepszej aktorki drugoplanowej w serialu lub filmie telewizyjnym za film Dwie panie Grenville
- 1945 – Oscar dla najlepszej aktorki pierwszoplanowej za film Od kiedy cię nie ma
- 1936 – Oscar dla najlepszej aktorki pierwszoplanowej za film Prywatne światy